# Mahmud Shaltut
Maḥmūd Shaltūt (in arabo محمود شلتوت‎?; Minyat Bani Mansur, 23 aprile 1893 – Il Cairo, 13 dicembre 1963) è stato un imam e teologo egiziano, Grande Imam di al-Azhar dal 1958 al 1963.

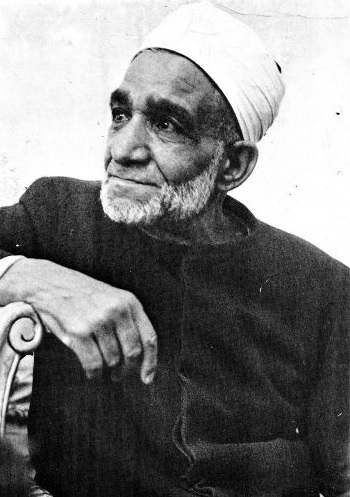
Maḥmūd Shaltūt

Succedette in questa carica ad ʿAbd al-Raḥmān Tāj e a lui succedette Ḥasan Maʾmūn.
Importante studioso musulmano sunnita, fu un teologo di vaglia, assai noto per i suoi lavori di tagli riformistico. Discepolo di Muḥammad ʿAbduh, Shaltūt nacque a Minyat Banī Manṣūr (Governatorato di Buhayra, Basso Egitto).

Lasciò il villaggio natio nel 1906 all'età di tredici anni e fu iscritto al Maʿhad dīnī (Istituto religioso) di Iskandariyya, una recente istituzione affiliata alla prestigiosa Moschea-Università di al-Azhar del Cairo.
 
Dopo aver completato di suoi studi nel 1918, Shaltūt ricevette il diploma (Alameya Degree, equivalente del BA) e cominciò a insegnare nella stessa istituzione nel 1919. All'età di trentaquattro anni fu chiamato come lettore nella Divisione Superiore di al-Azhar e di conseguenza si trasferì al Cairo nel 1927.

## Attività ad al-Azhar
Nel 1929 lo Shaykh Muḥammad Muṣṭafā al-Marāghī fu prescelto come Rettore dell'Università di al-Azhar. Al-Marāghī avviò il suo programma di riforma e fu fortemente sostenuto in questo da Shaltūt che, molti anni prima del suo trasferimento ad al-Azhar, aveva elaborato un suo programma di riforme dell'Università di al-Azhar. Le riforme di Shaltūt riguardavano specificatamente la separazione dell'istituzione religiosa dallo Stato. Tuttavia non tutti erano entusiasti di una simile idea di cambiamento e fu così che l'impegnativo programma di al-Marāghī rapidamente provocarono l'insuccesso dell'iniziativa. Dopo appena un anno dall'enunciazione del suo intento, lo Shaykh al-Marāghī si dimise da Grande Imam di al-Azhar e il suo posto fu preso dallo Shaykh Muḥammad al-Aḥmadī al-Zawāhirī. Al contrario di al-Marāghī, che Shaltūt considerava un leader attivo e intento nell'opera di riforma, lo Shaykh al-Zawāhirī era da lui giudicato un reazionario. Shaltūt stesso era un discepolo modernista di Muḥammad ʿAbduh e di Muḥammad Rashīd Riḍā e la loro influenza su di lui è chiaramente avvertibile nei suoi scritti, azioni e idee. Così fu inevitabile che Shaltūt di opponesse fermamente alla politica passiva di al-Zawāhirī, e fu di conseguenza allontanato da al-Azhar nel settembre 1931 con altri esponenti del corpo insegnante, in ciò che può essere considerata una vera e propria "purga" di chi era stato associato all'azione riformistica di al-Marāghī. Shaltūt trascorse il tempo successivo all'uscita da al-Azhar operando come avvocato nelle Corti sciaraitiche e fu solo con la seconda nomina di al-Marāghī nel 1935 che Shaltūt poté rientrare ad al-Azhar.
Durante il secondo mandato di al-Marāghī ad al-Azhar, che durò un decennio, fino al 1945, Shaltūt divenne Wakīl (Vice Preside) della Facoltà di Sharīʿa (Kulliyat al-Sharīʿa) e nel 1937 partecipò al II Congrès International de Droit Compare a L'Aia, dove fu uno dei tre studiosi delegati a rappresentare al-Azhar. La sua relazione che riguardava la responsabilità civile e penale nel Diritto islamico (al-Masʾūliyya al-madaniyya wa l-janāʾiyya fī l-sharīʿa) destò grande favorevole impressione nei circoli di al-Azhar e fu utile a rafforzare il suo status all'interno dell'istituzione. Più tardi, nel 1939, Shaltūt fu nominato Ispettore degli Studi Religiosi e nel 1946 fu eletto membro della prestigiosa Accademia di lingua araba del Cairo. 

L'ascesa accademica di Shaltūt proseguì con la nomina nel 1957 a Segretario Generale della Conferenza Islamica e, nel novembre dello stesso anno, fu prescelto come vice Rettore. Meno di un anno dopo, nell'ottobre del 1958, divenne Shaykh di al-Azhar, grazie alla nomina decretata dal Presidente della Repubblica egiziana Gamāl ʿAbd al-Nāṣer. In precedenza erano gli stessi studiosi di al-Azhar a eleggere il loro Grande Imam, ma nel 1961, dopo la nazionalizzazione dell'istituzione religiosa, Gamāl ʿAbd al-Nāṣer impose un nuovo Statuto di al-Azhar, che limitava il potere degli Imam di al-Azhar, attribuendo al governo il potere di nominare il Grande Imam (o Shaykh) del più prestigioso centro di cultura islamica sunnita al mondo. Accentuando i legami tra regime e istituzione religiosa, ciò consentiva al governo rivoluzionario repubblicano affermatosi nel 1952 di operare per integrare l'istruzione in un sistema unificato dallo Stato e permetteva a Shaltūt di accelerare la sua opera di modernizzazione dei curricula di al-Azhar.

## Principi, idee e riforme in veste di Grande Imam
Poco dopo aver assunto la posizione di Shaykh di al-Azhar, Shaltūt espose le proprie idee circa le riforme che attendevano la più importante istituzione religiosa del mondo sunnita. Shaltūt s'impegnò a dimostrare che la Sharīʿa non era un ostacolo per una società moderna, quanto piuttosto una guida attraverso i cambiamenti comportati in una società moderna. Era fortemente impegnato a far sì che al-Azhar acquisisse un'indipendenza maggiore rispetto al controllo statale e agì affinché l'Assemblea Nazionale approvasse la Legge di Riforma, come infatti avvenne nel 1961.

La Legge di Riforma mirava a integrare al-Azhar in una più ampia cornice relativa all'insegnamento superiore, fornendo maggiori opportunità agli studenti e producendo studiosi moderni in grado di affrontare le tematiche proprie del mondo contemporaneo, in grado di rendere un utile servizio alle comunità islamiche. 
L'ammirazione per lo Shaykh Shaltūt crebbe rapidamente, rafforzata dalla sua decisione (senza precedenti) di diffondere regolarmente i suoi sermoni e di rispondere ai quesiti sottopostigli da chi aveva qualche dubbio sulla liceità o meno di una qualche fattispecie giuridica o morale. Le tematiche da lui trattate furono più tardi pubblicate dal Ministero dell'Orientamento Nazionale sotto il titolo Aḥādīth al-ṣabāḥ fī l-midhyāʿe Yasʾalūnā. 
Shaltūt era un grande oratore ed ebbe per questo un gran numero di estimatori.

## Impegno per l'unità dei musulmani e suo retaggio
Lo Shaykh Shaltūt è ricordato per aver sempre incoraggiato l'armonia delle relazioni tra sunniti e sciiti. 

Mantenne cordiali relazioni con l'esponente di spicco , il Grande Ayatollah sciita e Marjaʿ iraniano Sayyid Hossein Tabataba'i Borujerdi, col quale dette vita fin dal 1947 al Cairo alla دار التقريب بين المذاهب الإسلامية (Dār al-taqrīb bayna al-madhāhib al-islāmiyya), ossia "Casa dell'avvicinamento tra le scuole giuridiche islamiche", agendo con zelo e convinzione per un'effettiva cooperazione, in spirito di solidarietà e fratellanza, tra le due principali componenti del credo islamico.
 
Shaltūt intendeva a tutti i costi eliminare le incomprensioni e i contrasti tra sunniti e sciiti e per questo emise nel 1959 una celebre fatwā nella quale affermava che la scuola giuridica jaʿfarita era da considerare legittima e valida. autorizzando l'insegnamento dello sciismo nell'Università di al-Azhar, per la prima volta dopo 900 anni, dalla fine del periodo fatimide, e si espresse apertamente in favore del principio che l'Islam dovesse essere considerato "religione dell'unità" (al-islām dīn al-waḥda).
 
Malgrado complicazioni politiche interne ed esterne, la fatwa è ancora considerata un simbolo di speranza tra quanti aspirano a una riconciliazione tra le due maggiori espressioni islamiche, ferocemente contrastata dalle componenti jihādiste terroristiche di al-Qāʿida e dello Stato Islamico, a partire dall'inizio del XXI secolo. 

Lo Shaykh Shaltūt si sforzò di descrivere l'Islam al mondo sottolineandone la flessibilità e la moderazione. Condannò energicamente il settarismo, la venerazione dei santi e i loro pretesi miracoli, promuovendo la tolleranza e la ragione tra le popolazioni che avevano abbracciato l'Islam. Inoltre, Shaltūt non guardava con simpatia agli ideali del Socialismo ed era assai fiero della sua nazionalità egiziana, pur sostenendo l'ideale politico e culturale dell'Arabismo. 

Nondimeno, come ogni personalità di spicco nel mondo, Shaltūt (e la grandissima maggioranza degli ʿUlamāʾ dell'epoca) ebbe i suoi contestatori. Il mondo arabo degli anni sessanta era una realtà in cui si esprimeva una palpabile crisi di leadership religiosa. I tentativi di Shaltūt per dar nuovo impulso all'attività degli ʿUlamāʾ, reinserendoli in più ampio quadro culturale di riferimento, caddero nel vuoto, poiché egli fu visto come un elemento eccentrico rispetto alla centralità della realtà statale, in forte affermazione politica e ideologica, e una personalità innalzata al suo rango per soddisfare il regime (nasseriano) piuttosto che servire la religione in sé e per sé. 

Tuttavia, egli è ancor oggi considerato un grande e coraggioso riformatore, che provò a far superare all'Islam le sue gravi difficoltà, comportate da una sempre più travolgente globalizzazione e dalla dura sfida della modernità, da molti superficialmente vista come espressione del mondo occidentale e non-islamico, trascurando il fondamentale contributo alle scienze esatte fornito dagli studiosi musulmani, fino almeno all'età moderna.

## Opere scelte
1. Tafsīr al-Qurʾān al-Karīm: al-ajzāʾ al-ʿashara al-ulā[4] (1959)
2. Jihād. Al-qitāl fī l-Islām[5] (1948; trad. inglese di Ruud Peters nel 1977 sotto il titolo Jihad in Mediaeval and Modern Islam)
3. al-Islām. ʿAqīda wa Sharīʿa[6] (1959)
4. al-Fatawā. Dirāsa li-mushkilāt al-muslim al-muʿāṣir fī ḥayātihi al-yawmiyya al-ʿamma[7] (1964)